# راي ستيفنسون
جورج رايموند المعروف بـ«راي ستيفنسون » (بالإنجليزية: Ray Stevenson)‏ هو ممثل سينمائي وتلفزيوني بريطاني. مواليد 25 مايو 1964 في مقاطعة أنترم، بأيرلندا الشمالية. بدأ مسيرته الفنية عام 1993. ومن الأدوار المعروفة التي لعبها «تيتوس بولو» في السلسلة التلفزيونة «روما» من إنتاج هيئة الإذاعة البريطانية وقناة HBO، وفي فيلم الملك آرثر بدور «داغونيت»، وكذلك «المعاقب» في فيلم المعاقب: منطقة حرب (بالإنجليزية: Punisher: War Zone)‏. ظهر ستيفنسون في الأفلام المستندة على شخصيات مارفل كومكس. مثل: ثور وثور: العالم المظلم. وفي الأفلام الواقعية لعب دور رجل العصابة «داني غرين» في فلم اقتل الأيرلندي. وفي عام 2012 ظهر في الموسم السابع من مسلسل ديكستر بدور «آيزك سيركو».

## أعماله الفنية

### الأفلام
تألق ستيفنسون في عدة أفلام روائية، بدايةَ في أدوار مساندة. كان أول ظهور له في فيلم نظرية الطيران عام 1998 مع كينيث براناه وهيلينا بونهام كارتر، حيث لعب دور قواد مستأجر لمساعدة شخصية بونهام كارتر لتفقد عذريتها. وفي عام 2004، تألق إلى جانب كلايف أوين وكيرا نايتلي في الملك آرثر، حيث لعب دور داغونيت، أحد فرسان المائدة المستديرة الذي يضحي بحياته من أجل رفاقه. وكذلك مثل شخصية فرانك كاسل «(المعاقب)» وهو أحد أفراد مشاة البحرية السابقين يتحول إلى حارس القانون بعد مقتل عائلته في فلم المعاقب: منطقة حرب (بالإنجليزية: Punisher: War Zone)‏. كما ظهر في الأفلام المستندة على شخصيات مارفل كومكس. مثل: ثور وثور: العالم المظلم بدور بطولي «فولستاغ» وهو أحد رفاق ثور الموثوق بهم. وفي 8 يوليو 2011، كان ستيفنسون أحد طاقم الممثلين في جي. آي. جو: الانتقام بدور «فايرفلاي» الذي صدر في عام 2013.
| العام | الاسم                | الدور            | ملاحظات               |
| ----- | -------------------- | ---------------- | --------------------- |
| 1998  | نظرية الطيران        | القواد           |                       |
| 2004  | الملك آرثر           | داغونيت          |                       |
| 2008  | المعاقب: منطقة حرب   | المعاقب          |                       |
| 2010  | كتاب إيلاي           | ريدرج            |                       |
| 2010  | الرجال الآخرون       | روجر ويسلي       |                       |
| 2011  | اقتل الايرلندي       | داني غرين        |                       |
| 2011  | الفرسان الثلاثة      | بورثوس           |                       |
| 2011  | ثور                  | فولستاغ          |                       |
| 2013  | جي. آي. جو: الانتقام | فايرفلاي         |                       |
| 2013  | سيارة جين مانسفيلد   | فيليب بيدفورد    | Jayne Mansfield's Car |
| 2013  | ثور: العالم المظلم   | فولستاغ          |                       |
| 2014  | مختلف                | ماركوس إيتون     |                       |
| 2015  | الناقل بالوقود       | والد فرانك مارتن |                       |

### المسلسلات
من أفضل الأدوار المعروفة التي أداها ستيفنسون هي شخصية «تيتوس بولو» في السلسلة التلفزيونة روما التي إنتجتها هيئة الإذاعة البريطانية وقناة HBO عام (2007-2005)، وتشارك في دور البطولة مع كيفين ماكيد.
أعماله التلفزيونية الأخرى تتضمن ظهوره كضيف شرف في أعمال ذات شعبية بما في ذلك إستيقاظ الموتى وقانون مورفي وكذلك الأدوار القيادية كما في وسط المدينة وفلم في المنزل مع بريثويتس. في عام 2012 ظهر في مسلسل ديكستر في الموسم السابع من المسلسل بدور «آيزك سيركو».
| العام | الاسم          | الدور         | ملاحظات |
| ----- | -------------- | ------------- | ------- |
| 2000  | مدينة هولبي    | لورانس هيني   | حلقة    |
| 2001  | دالزيل وباسكو  | جيف باري      | حلقة    |
| 2003  | قانون مورفي    | روبرت إيغلان  | حلقة    |
| 2004  | إستيقاظ الموتى | د. تيم فولكنر | حلقة    |
| 2005  | روما           | تيتوس بولو    | 22 حلقة |
| 2012  | ديكستر         | آيزك سيركو    | 9 حلقات |

### المسرح
| العام | الاسم                | الدور      | ملاحظات |
| ----- | -------------------- | ---------- | ------- |
| 2000  | مسرحيات يورك الغامضة | المسيح     |         |
| 2001  | فم إلى فم            | روجر       |         |
| 2003  | دوقة ملفي            | الكاردينال |         |

## روابط خارجية
- الموقع الرسمي
- راي ستيفنسون على موقع IMDb (الإنجليزية)
- راي ستيفنسون على موقع روتن توميتوز (الإنجليزية)
- راي ستيفنسون على موقع ألو سيني (الفرنسية)
- راي ستيفنسون على موقع تيرنر كلاسيك موفيز (الإنجليزية)
- راي ستيفنسون على موقع أول موفي (الإنجليزية)
- راي ستيفنسون على موقع بوكس أوفيس موجو (الإنجليزية)
- راي ستيفنسون على موقع قاعدة بيانات الأفلام السويدية (السويدية)
- راي ستيفنسون على موقع إن إن دي بي (الإنجليزية)
- راي ستيفنسون على موقع قاعدة بيانات الفيلم (الإنجليزية)
- راي ستيفنسون على موقع كينوبويسك (الروسية)